# 馬古拉沙達爾烏帕齊拉
馬古拉沙達爾乌帕齐拉是孟加拉国馬古拉縣的一个乌帕齐拉，位於庫爾納专区的馬古拉縣。。

## 人口
據1991年孟加拉國人口普查，馬古拉沙達爾共有戶數50,041戶，人口286925人。其中男性佔比51.41%，女性佔比48.59%；成年人口145,777人。該地7歲以上人口之平均識字率為29.6%，低於全國平均值（32.4%）。